# Niels Bohr
Niels Henrik David Bohr (Koppenhága, 1885. október 7. – Koppenhága, 1962. november 18.) Nobel-díjas dán fizikus, az atomszerkezet és a kvantummechanika kutatója. 1922-ben elnyerte a fizikai Nobel-díjat, 1938-ban a Magyar Tudományos Akadémia is tiszteleti tagjává választotta.

## Származása, családja
Koppenhágában született 1885-ben szülei második gyermekeként (első fiaként). Apja, Christian Bohr 1886-tól a Koppenhágai Egyetem fiziológiaprofesszora volt, a Dán Királyi Tudományos és Irodalmi Akadémia tagja. Anyja, Ellen Adler (Ellen Adler Bohr) egy gazdag,  bank- és parlamenti körökben prominensnek számító szefárd zsidó családból jött. Nővére, Jenny Bohr két évvel volt idősebb. Öccse, a két évvel fiatalabb Harald Bohr matematikus, és az olimpiai játékokon is pályára lépő labdarúgó, a dán válogatott tagja volt. Niels is szenvedélyes labdarúgó volt, a két testvér sok meccsen játszott együtt az Akademisk Boldklub színeiben.
Egybehangzó források szerint a fivérek ikrekként szerették egymást. Harald egészében hétköznapi figurának tartotta magát, miközben úgy vélte, hogy a bátyja „színarany” – Niels pedig így emlékezett vissza erre az időszakra:
„Egész fiatalkoromban rendkívül fontos volt számomra a fivérem… Nagyon sok közös volt bennünk. Minden szempontból okosabb volt, mint én.”
Bohrnak és feleségének, Margharetének hat gyermeke született, de a felnőttkort csak négyen érték meg. Közülük hárman kimondottan sikeresek lettek – Aage Niels Bohr apjához hasonlóan elnyerte a fizikai Nobel-díjat (1975-ben, Ben Roy Mottelsonnal megosztva).

## Élete, pályafutása
A gyermek Niels gyakran járt apja élettani laboratóriumában (ez egészen közel volt lakásukhoz), és már fiatalon kitanulta a kísérletezés módszertanát.
A középiskola elvégzése után egy ideig  Riemann-geometriával foglalkozott, de Riemann filozófiai analógiáit előbb-utóbb túl sematikusnak ítélte, és inkább egy konkrét fizikai probléma felé fordult. Abban az időben a Dán Királyi Tudományos és Irodalmi Akadémia évenként kiadott két éves tanulmányozásra néhány kérdést, és a sikeres megoldásokat arany-, illetve ezüstérmekkel jutalmazta. Az 1905-ös feladvány annak kidolgozása volt, hogyan lehet a különböző folyadékok felületi feszültségét meghatározni a lyukon átömlő folyadék hullámainak mérésével (ilyen hullámokat látunk például a kerti locsolócső fonatos vízsugarában). A meghatározásnak ezt a módszerét eredetileg a Nobel-díjas John William Strutt (lord Rayleigh) javasolta, de senki sem próbálta ki a gyakorlatban.
A pályázatra Bohr mellett még egy fizikusjelölt jelentkezett. Bohr természetesen apja laboratóriumában kezdett kísérletezni, húzott üvegcsöveken átvezetett vízsugarakkal – éjszakánként, mert a több órás kísérleteket a legcsekélyebb rázkódás is megzavarta. Nagyon lassan haladt a munkával – egyrészt, mert folyton újabb, fontosnak érzett részletekre figyelt fel, másrészt mert sok időt el is piszmogott (így például valósággal beleszeretett az üvegtechnikai munkákba, az üvegcsövek vékonyra húzogatásába). Az idő haladtán Christian Bohr felismerte, hogy ezzel a munkatempóval esélye sincs a határidő betartására; ekkor elzavarta fiát a laboratóriumból Naerumgaardba (Koppenhágától északra), a családi birtokra, hogy most aztán meg kell írnia a dolgozatot – annyi adatból, amennyije van. A Niels szokásos problémáival megírt dolgozatot Harald tisztázta le, és a 114 oldalt a határidő napján adták le – majd három nap múlva Bohr csatolt hozzá még egy 14 oldalas kiegészítést, ami „lefelejtődött”. Ez a tanulmány lett Bohr első tudományos dolgozata, amelyben nem csak a víz felületi feszültségét határozta meg, de egyúttal ki is terjesztette lord Rayleigh elméletének érvényét. Teljesítményét az Akadémia aranyéremmel jutalmazta, ami kivételes ritkaság volt ilyen fiatal embernél. E siker hatására kötelezte el magát Bohr végleg a fizika mellett. A dolgozatot a londoni Royal Society elfogadta, és minimális módosításokkal meg is jelentette Philosophical Transactions című periodikájában.

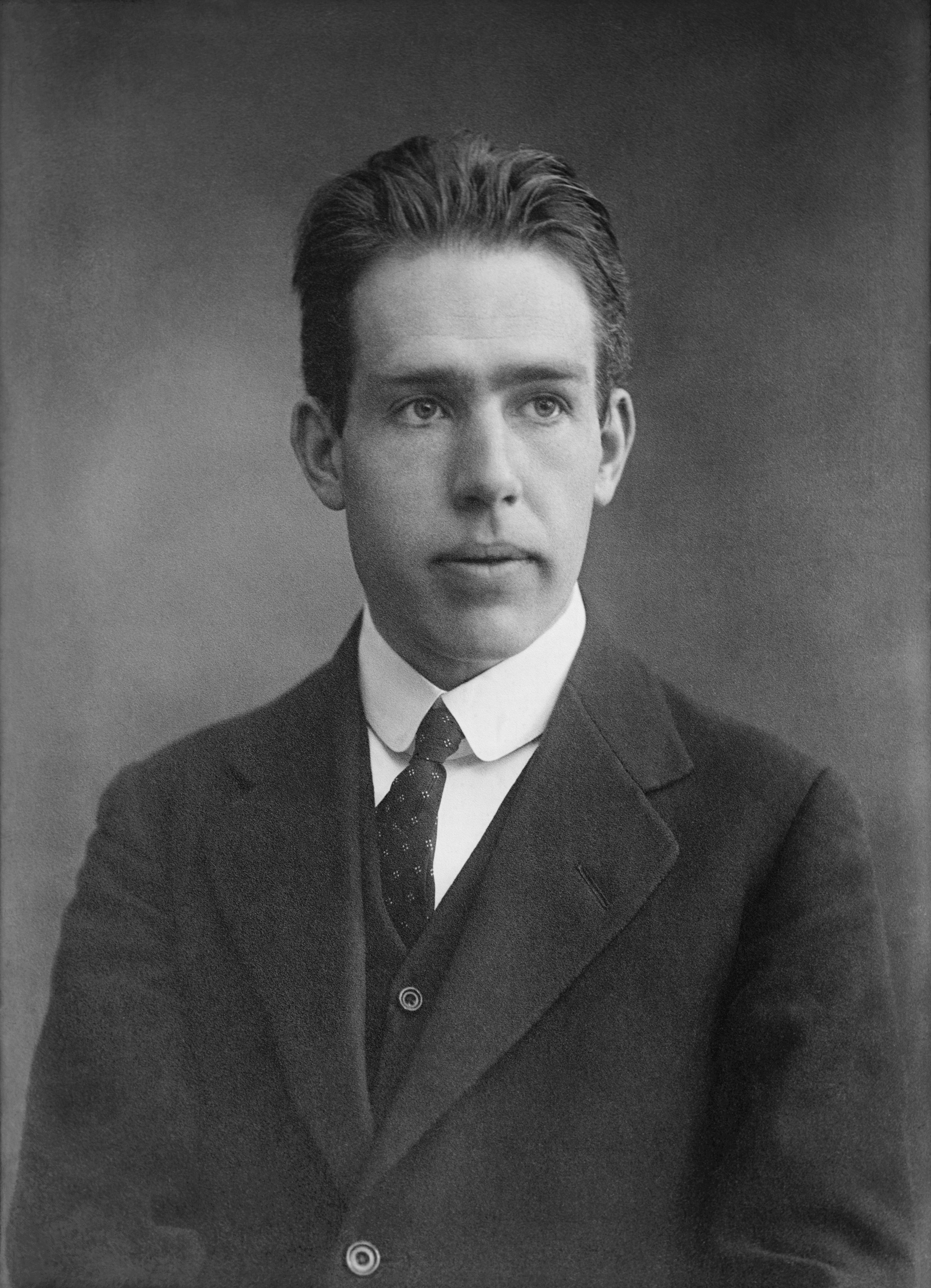
Niels Bohr 1910 körül

Emiatt a kitérő miatt két év kihagyással kezdte az egyetemet, ahol annyira kiváló teljesítményt nyújtott, hogy fizikaprofesszora már másodéves hallgató korában tanársegédjeként foglalkoztatta. A kitérő azzal a sajátos következménnyel járt, hogy öccse hamarább kapta meg diplomáját, mint Niels, és annak megvédése után volt ideje arra, hogy bátyja szakdolgozatát letisztázza. Niels témavezetője atyja asztaltársaságának egy másik tagja, Christopher Christiansen lett, és a dolgozat témájaként a fémek elektronelméletének egy részterületét jelölte ki. Ez a téma éppen eléggé érdekelte Bohrt ahhoz, hogy doktori disszertációjának témájául ennek folytatását válassza. Ezzel ez értekezéssel – Tanulmányok a fémek elektronelméletéről (Undersøgelser af elektron teori om metaller) – is az utolsó pillanatban készült el – a változatosság kedvéért ezt anyja kézírásával adta le 1911 januárjának végén.
1911. május 13-án védte meg Ph.D.értekezését a Koppenhágai Egyetemen. A védés meglehetősen formális volt: így például témavezetője, Christiansen kijelentette, hogy aligha akad Dániában bárki, akinek jártassága a dolgozat megítéléséhez elegendő lenne.
Halála előtt nem sokkal apja hozzásegítette Nielset a Carlsberg Alapítvány egy ösztöndíjához, amellyel posztdoktori képzésre egy évre Nagy-Britanniába utazhatott. Cambridge-ben úgy intézte, hogy a Cavendish Laboratóriumban, J. J. Thomsonnál tanulhasson. Előtte a nyarat a család egyik barátjának lányával, a szépséges és okos Margarethe Nørlunddal töltötte (1910-ben ismerkedtek meg), és elutazása előtt eljegyezték egymást. Thomsonnak nem tetszett, hogy a fiatal Bohr nem fogadja el az ő elektronelméletét – különben is, ő addigra már a pozitív sugárzásokkal foglalkozott. Bohrnak is ilyen jellegű feladatot adott – méghozzá olyasmit, amit Bohr egyáltalán nem tartott ígéretesnek. Szakmai perspektívát akkor kezdett látni, amikor az évente megrendezett, decemberi Cavendish-ebédre Cambridge-be érkezett előadónak Ernest Rutherford. Ekkor személyesen még nem beszélgettek, de Rutherford erős személyisége és az általa ismertetett újdonságok, így a ködkamra és az azt kifejlesztő C.T.R. Wilson munkássága erősen hatottak Bohrra. Megkereste apjának egy régi barátját, és megkérte, hogy mutassa be őt Rutherfordnak – ő pedig felülemelkedett az „elméleti fickókkal” szemben érzett előítéletein, és úgy döntött, hogy az ifjú dán tetszik neki. Bohr némi tépelődés után 1912 januárjában megkérte Rutherfordot, hogy nála folytathassa tanulmányait – Rutherford hozzájárult, és Bohr március végétől a Manchesteri Egyetemen (Victoria University of Manchester) folytatta. Itt először egy hat hetes, „Bevezetés a radioaktivitás-kutatás kísérleti módszereibe” című tanfolyamon vett részt – ezen előadott többek közt Hans Geiger és Ernest Marsden is. Életre szóló barátságot kötött Hevesy György radiokémikussal, és hozzálátott az atomszerkezet beható tanulmányozásához. Július végén tért haza Dániába.
1912. augusztus elsején Koppenhágában feleségül vette Margarethe Nørlundot. Oktatott a koppenhágai egyetemen és tovább dolgozott atomszerkezeti modelljén. Amikor novemberben felismerte, hogy a dolgozat túlságosan lassan készül, felhagyott az oktatással, vidékre utazott feleségével, és három részre darabolta a készülő írást. Az atomok és molekulák szerkezetéről című korszakalkotó dolgozat első részét 1913. március 6-án küldte el Rutherfordnak, és még abban az évben elkészült a második és a harmadik résszel (sőt, mindhármat publikálta is). Ezért a munkájáért kapta meg nem egészen egy évtizeddel később a fizikai Nobel-díjat. A dolgozat első része Rutherford határozott közbenjárására, sőt, sürgetésére már 1913 áprilisában megjelent a Philosophical Magazinban.
A harmadik rész megírása után, 1913 nyarán feleségével áthajózott Angliába, hogy a publikálás előtt kikérje Rutherford véleményét. Ekkor ismerkedett meg Henry Moseley-vel, akit ezután erősen inspiráltak Bohr gondolatai. Rutherfordot teljesen fellelkesítette Bohr elképzelése, és ragaszkodott hozzá, hogy az új, kvantált modellt és a színképvonalak helyzetének ebből következő előrejelzéseit a British Association esedékes ülésén mutassa be. (Ugyanezen az ülésen számolt be Francis William Aston arról, hogy sikerült kétféle fajsúlyú neont elkülönítenie úgy, hogy a gázt több ezerszer tajtékkövön áramoltatta át – a kisebb tömegszámú gáz diffúziója statisztikusan egy kissé gyorsabb). Az ülésen Rutherford mindvégig teljes tekintélyével kiállt Bohr új modellje mellett, de annak újszerűsége miatt a tudományos közvélemény még így is óvatosan és bizalmatlanul fogadta; az azt alátámasztó bizonyítékokat elégtelennek ítélték. Az év őszén Harald Bohr azt írta téziseiről bátyjának, hogy a göttingeni fiatalok »… nem merik elhinni, hogy csakugyan igazak lehetnek; úgy vélik, hogy föltételezéseid „vakmerőek” és „fantasztikusak”.« Albert Einstein viszont egyből átlátta a modell valószerűségét, és amikor Hevesy György beszámolt neki arról, hogy az első színképvonalakat már meg is találták a Bohr megjósolta helyeken, kijelentette: „Akkor ez az egyik legnagyobb felfedezés”. Henry Moseley, aki apránként rájött, hogyan készíthet jó felbontású és éles színképfelvételeket, elemek egész sorára igazolta, hogy a vonalak pont ott vannak, ahol Bohr szerint lenniük kell.
1913-ban a Koppenhágai Egyetem docense, majd 1916-ban annak professzora lett. Közben (1914–1916-ban) a Manchesteri Egyetemen adott órákat. 1916-ban fogalmazta meg az úgynevezett korrespondancia-elvet, amely szerint ha a kvantumszámok kellőképp nagyok, a kvantummechanika törvényeinek meg kell egyezniük a klasszikus fizika törvényeivel.
A Carlsberg sörgyár 1920-tól, a dán kormány és Bohr közreműködésével kezdte szervezni az Elméleti Fizikai Intézetet, és Bohr lett az 1921-ben, Koppenhága Blegdamsvej utcájában létrehozott új intézet első igazgatója.  1922-ben elnyerte a fizikai Nobel-díjat az „atomstruktúra és az ebből eredő atomi sugárzás vizsgálatában tett szolgálataiért”. Intézete az 1920-as és 1930-as években az elméleti fizikusok valóságos fókuszpontjává vált; a kor legismertebb elméleti fizikusai mind eltöltöttek nála valamennyi időt. A díj odaítélése után a Carlsberg egy olyan házat ajándékozott Bohrnak, amely közvetlenül a koppenhágai sörfőzdéjük mellett állt. A házat egy cső kötötte össze a főzdével, és Bohr hátralévő életében ingyen ihatta a Carlsberget. Ugyancsak 1922-ben a Koppenhágai Egyetem úgy döntött, Bohrnak nem kell előadásokat tartania, hogy teljesen kutatásaira összpontosíthasson.
Előadásait tanítványa, Hans Kramers (Hendrik Anthony Kramers) vette át, majd tőle egyik leghíresebb diákja, Werner Heisenberg – aki a kvantummechanika fejlődésének egyik kulcsfigurája volt, majd a Harmadik Birodalomban ő lett a német atombombaprogram feje.
A Bohr körül kialakult szellemi műhely világhírű volt. Különösen híresek lettek 1922 nyarán Göttingenben tartott kollokviumai arról, hogy számos, kísőbb világhírűvé vált fizikus ezeken jutott el a kvantummechanika lényegének felismeréséhez. A kvantumelmélet úgynevezett koppenhágai interpretációja vált annak leghatásosabb értelmezésévé; a koppenhágai iskola kutatói nemcsak gyakorlati részproblémákat oldottak meg sikeresen, de magát az elméletet is jelentősen továbbfejlesztették.
1927-ben Comóban ismertette az általa bevezetett komplementaritási elvet, amellyel lényegében a Heisenberg-féle határozatlansági reláció ismeretelméleti formája. Ezt ő maga közérthetővé egyszerűsített módon a következőképp fogalmazta meg:
„A részecske és a hullám, mint fogalmak, kiegészítik egymást, miközben ellentmondanak egymásnak: a történés komplementer képei.”
1930-tól főleg az atommag fizikájával foglalkozott, és 1933-ban az ifjú John Archibald Wheelerrel megalkotta a maghasadás úgynevezett folyadékcsepp-modelljét.
1931-ben, Harald Høffding halála után a Dán Akadémia úgy döntött, hogy Bohr-család kapja meg a Carl Jacobsen által 1914-ben az Akadémiára hagyományozott Æresboligot. Bohrék 1932-ben költöztek át ebbe az épületbe.
1939. március 17-én a Dán Akadémia elnökévé választották.
A második világháborúban a Dániát megszálló németek kihasználták azt a tulajdonságát, hogy mindenkiről csak jót tudott feltételezni — eközben azonban a Bohr-fivérek megszervezték az elűzött értelmiségieket segítő dán bizottságot. 1943 szeptemberében értesült arról, hogy hamarosan letartóztatják. William Stephenson megszervezte menekülési útvonalát Angliába. Erről először hallani sem akart, végül a dán király iránti lojalitásból vállalta az utat (amin majdnem meghalt). Robert Oppenheimer javaslatára meglátogatta Roosevelt amerikai elnököt, és arról győzködte, hogy a Manhattan terv eredményeit a háború gyorsabb befejezése érdekében ossza meg az oroszokkal. Roosevelt válaszul azt javasolta Bohrnak, hogy térjen vissza Angliába, és szerezze meg az ő jóváhagyásukat; Winston Churchill azonban ellenezte a tervet.
A háború után visszatért Koppenhágába, és tekintélyét felhasználva többféle közéleti szerepet vállalt, mint elismert humanista és pacifista gondolkodó. 1962-ben halt meg. Az Assistens Kirkegård-ban temették el.

## Munkássága

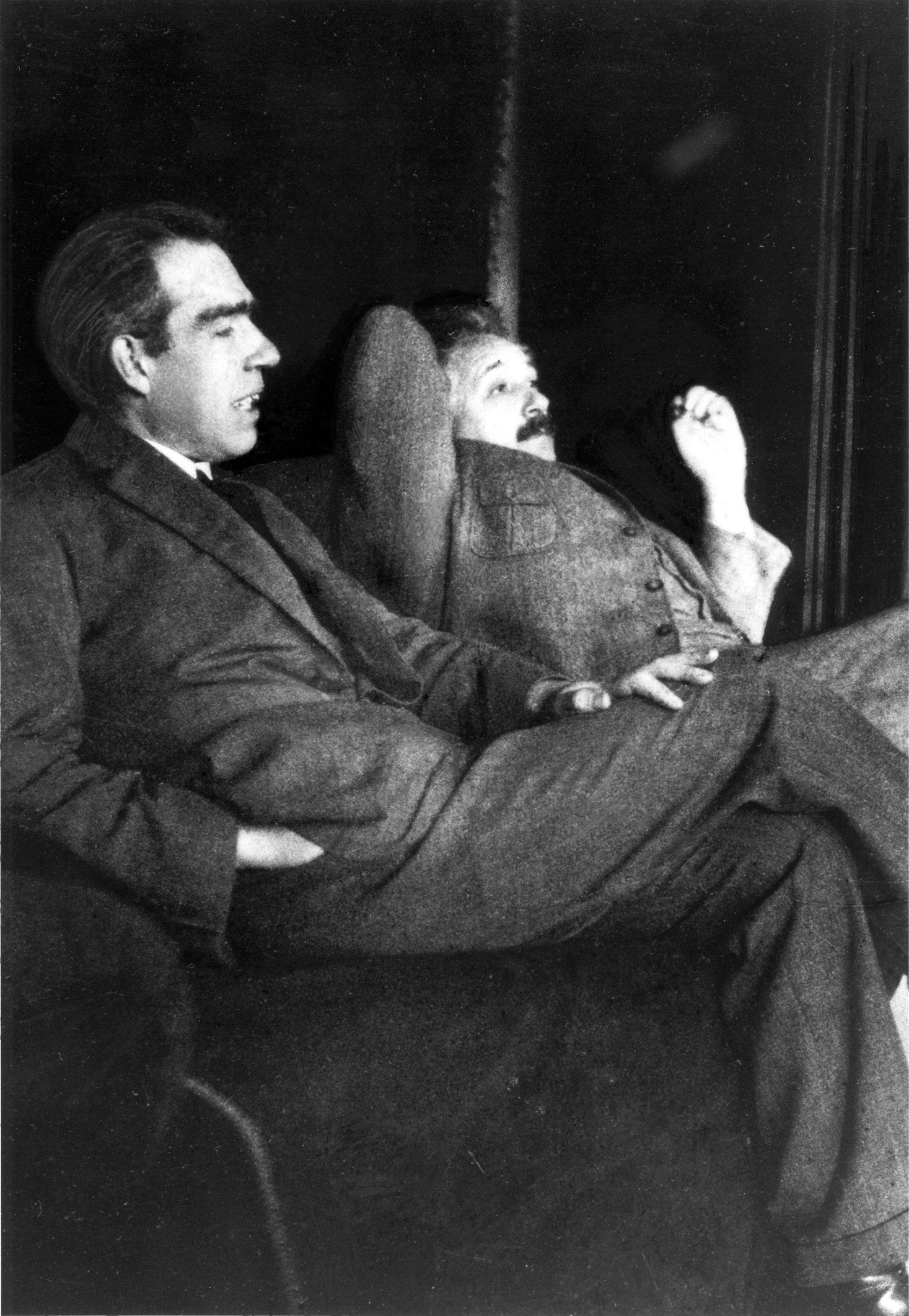
Niels Bohr és Albert Einstein a kvantumelmélet megvitatása közben Paul Ehrenfest leideni otthonában (1925. december)

Manchesterbe érkezve és a módszertani tanfolyam elvégzése után néhány hét alatt felismerte, hogy a radioaktivitás az atommagból származik, a kémiai tulajdonságokat viszont alapvetően az elektronszerkezet határozza meg. Rájött, hogy az atommagban található protonok száma szabja meg, hányadik helyet foglalja el valamely elem a periódusos rendszerben. Hevesynek arra az ellenvetésére, hogy máris jóval több elemet ismernek, mint ahány hely a periódusos rendszerben van, azzal válaszolt, hogy Frederick Soddy eredményei szerint ezek közül sok nem önálló elem, hanem másokkal kémiailag azonos – ezeket nevezte el később Soddy izotópoknak. Bohr felismerte, hogy a radioaktív elemek rendszámának azonosnak kell lennie a velük kémiailag azonos, de nem radioaktív elemekével, és ebből felvázolta a később radioaktív eltolódási törvénynek nevezett összefüggést, aminek alapján később a radioaktív bomlási sorokat meghatározták. Rutherford a bizonyítékokat elégtelennek ítélve eleinte kételkedett Bohr elképzeléseiben, de határozottan a munka folytatására ösztönözte.
Gyorsan átlátta Rutherford frissen felállított atommodelljének hiányosságait, és ezeket (még 1912-ben) a kvantummechanika frissen felismert szabályszerűségeit felhasználva küszöbölte ki; 1913-ban publikált modellje a kor valamennyi ismeretének megfelelt. Elméletében léteznek olyan rögzített helyzetű (kvantált) pályák az atommag körül, amelyeken keringve az elektronokok stabilak, azaz nem sugároznak (első kvantumfeltétel). Az anyag kémiai tulajdonságait zömmel a külső pályákon levő elektronok határozzák meg. A pályák helyzete a feltételi egyenletekkel határozható meg.
Ebben a modellben az elektronok fotont elnyelve egy alacsonyabb energiájú pályáról nagyobb energiájúra ugorhatnak (második kvantumfeltétel), amivel az atom „gerjesztett állapotba” kerül. A gerjesztett atom nagy energiaszintű elektronja kisebb energiaszintű pályára ugorhat (ha azon van szabad hely), és ilyenkor a két energiaszint különbségének megfelelő energiájú fotont bocsát ki; ezek az úgynevezett kvantumugrások. A kísérleti bizonyítékokat azokban a színképelemzési eredményekben találta meg, amelyekre John William Nicholson saját, úgynevezett Szaturnusz-atommodelljét alapozta. A modell nagy erőssége volt, hogy kiválóan magyarázta a hidrogén színképvonalainak a Rydberg-formula alapján számítható sorozatait és ismert mennyiségekből (az elektron töltéséből, tömegéből és a Planck-állandóból) levezethetővé tette a tapasztalati úton meghatározott Rydberg-állandót, döntő megerősítést azonban csak a Franck–Hertz-kísérlettől kapott. Modellje nemcsak a hidrogén, de a nehezebb (több elektronos) atomok színképvonalainak helyzetét is pontosan adta meg, emellett a mágnesség elméletének kidolgozását is serkentette.
A modellből következik, hogy az anyag kémiai tulajdonságait zömmel a külső pályákon levő elektronok határozzák meg.
Ezt a modellt két év múlva, a színképvonalak finomszerkezetét figyelembe véve pontosította Arnold Sommerfeld. A Bohr–Sommerfeld modellben az elektronok immár ellipszis alakú pályákon is mozoghatnak.
A három részes dolgozat alaposan felforgatta az elemi részek fizikáját, amennyiben deklarálta, hogy:
- a fizikai jelenségek nem folyamatosak, hanem kvantáltak;
- a részecskék szintjén az oksági elv statisztikusan érvényesül.

Bohr gondolta ki a komplementaritás elvét, amely szerint a dolgok ellentétes tulajdonságait külön-külön lehet vizsgálni. Ezen elv alapján a fizikusok szerint a fény egyaránt hullám- és részecskefolyam – köznapi világunkban ez a két tulajdonság kizárja egymást. Bohr filozófiai értelmezést is adott erre a merészen eredeti elvre, és ezzel vitába került Albert Einsteinnel, akinek a klasszikus fizika determinizmusa jobban tetszett Bohr új valószínűségi fizikájánál (pedig ahhoz Max Planck mellett maga Einstein is hozzájárult). Einstein és Bohr egész életükben jóindulatúan vitatták egymás igazát.

### Fizikai felfedezései
- Az atomszerkezet Bohr-féle atommodellje:
  - Az atompálya impulzusmomentuma kvantált (csak a Planck-állandó egész számú többszörösét veheti fel; L=nħ)
  - Az elektronok az atommag körül diszkrét pályákon mozognak és az elemek kémiai tulajdonságait nagyban befolyásolja a külső pályákon levő elektronok száma
  - Egy elektron magasabb energiájú atompályáról alacsonyabbra kerülhet diszkrét energiájú fotont kibocsátva (a kvantummechanika alapja)
- A kvantummechanika koppenhágai interpretációja
- A komplementaritás fizikája, amiért 1922-ben fizikai Nobel-díjat kapott

## Jellemzése
Délceg, atlétaalkatú férfi volt; a kor mércéjével feltűnően magas termetét nagy, boltozatos koponya koronázta. Irdatlan állkapcsát és lapátkezét apjától örökölte. Fiatalkorában még igen rakoncátlan haját simán hátrafésülte. Sokat és eredményesen sportolt: nemcsak az egyetem futballcsapatában, de emellett síelt, kerékpározott és vitorlázott; pingpongban verhetetlennek mondták.
Modora óvatos, visszahúzódó volt. Annyira halkan beszélt (szinte suttogott), hogy időnként kimondottan nehéz volt megérteni. Ráadásul magánbeszélgetésekben rendkívül körülményesen, lépten-nyomon elkanyarodva fejtette ki mondanivalóját – C. P. Snow szerint „mint Henry James az utolsó éveiben”. Előadóként azonban mondhatni, éppen ellentétesen viselkedett. Tanítványa és későbbi munkatársa, Oskar Klein szerint „a nyilvánosság előtt aprólékos gonddal formálta meg a téma végletesen pontos és finoman árnyalt megfogalmazását”. Otto Frisch (Lise Meitner unokaöccse) szerint a kutatás fázisán túljutva „megnőtt a magabiztossága, a beszéde pedig erőteljes lett, és eleven képekkel teli”. Ilyenkor már szűk baráti körben is „élénk szemléletességgel és erős, színes kifejezésekkel adott hangot elismerésének és bírálatának is”.
Kora gyermekkorától szeretett a nagy összefüggésekről ábrándozni. Őt tartották a család nagy bölcselőjének; apja érdeklődve hallgatta koraérett nézeteit a világ nagy problémáiról. A halála előtti napon így emlékezett vissza erre a szokására:
„Egészen fiatal korom óta mindig hozzá tudtam szólni filozófiai kérdésekhez. És emiatt a képességem miatt mindenki úgy vélte, hogy különleges vagyok.”
Már-már kínosnak ható precizitással ügyelt a pontosságra, a részletekre. Jellemző anekdotaként maradt fenn róla, hogy ötödikes elemista korában azt a feladatot kapta, hogy rajzoljon le egy házat. Az ábrázolás végül meglepően érett lett – méghozzá úgy, hogy a munka első lépéseként megszámolta a kerítésléceket. E miatt a mechanikus precizitás miatt szó szerint, kritikátlanul elhitte azt, ami „a könyvekben” volt – így a Bibliát is, amitől vallási konfliktusba került szüleivel. Oskar Klein szerint „az érzékeny gyermek úgy látta, hogy szüleiből hiányzik a hit, és ez hosszú időn át boldogtalanná tette”. Egy idő múlva ez a helyzet jóformán megfordult, és tizennyolc éves korára már „szokatlan eltökéltséggel” kételkedett a vallásban és annak tanításaiban.
Nagyon nehezére esett leírnia mondanivalóját, amit a család sokáig úgy tussolt el, hogy apja írta le a házi feladatokat. Bohr nem magában, hanem diktálás közben, roppant nehézkesen fogalmazta meg mondandóját. Ez a szokása felnőtt korában is megmaradt, csak mivel ekkor már nem volt kinek diktálnia, halkan maga elé sutyorogta a leírni tervezett szavakat. Még magánleveleihez is vázlatokat, illetve piszkozatokat készített, publikációit pedig sokadik fogalmazványokként adta le, majd újra és újra átírta nemcsak a korrektúrákat, de a betördelt, véglegesnek szánt változatokat is. Mindezen körülményességeket az magyarázza, hogy Bohr nagyon hajlamos volt a szorongásra – és ez a szorongás anyja, illetve fivére távollétében egyenesen bénítóvá erősödött.
A filozófia kérdései főleg az érettségi utáni években foglalkoztatták. Tépelődéseit apja egyik barátja, Harald Høffding terelte mederbe. Ő ismertette meg a nála tizenkét évvel fiatalabb Bohrt Søren Kierkegaard munkásságával. Emellett híres volt arról, hogy mennyire ragaszkodik a fizika tényszerűségének megőrzéséhez, mennyire elutasít minden, a közvetlen és kézzelfogható dolgokon túlmutató „okoskodást”. Tanítványa, Léon Rosenfeld szerint … világéletében kerülte azt a szót, hogy elv… Jobban szeret olyan dolgokat mondani, hogy „álláspont”, vagy még inkább „gondolatmenet”, vagyis hogy „okoskodás”… és épp így: ritkán említi a Természet törvényeit, sokkal szívesebben mond olyasmit, hogy „a jelenségben mutatkozó szabályosságok”.
Alapvetően fontosnak tekintette az akarat szabadságát; viszolygott a mechanikus materializmustól. Éppen ezért erkölcsileg alapvetően fontos volt számára annak felismerése (1912-ben), hogy a részecskék szintjén a kauzalitás nem egyértelmű: a részecskének van egyfajta „választási szabadsága”, hogy mikor milyen állapotba kerül.
Úgy gondolta, az atomtitkot meg kell osztani a nemzetközi tudományos közösséggel.

## Olvasmányélményei
Legkedvesebb könyve Poul Martin Møller: Egy dán diák kalandjai (En dansk students eventyr) című regénye volt. Ez a rövid, szellemes és megtévesztően vidám  mű alapvetően arról szól, hogyan illeszkedhet be egy különböző személyiségei között őrlődő, tétova fiatalember a társadalomba. A főszereplő alakjával Bohr maradéktalanul azonosult (Robert Oppenheimer szerint egész életében foglalkoztatták az „én” fogalmának különböző jelentései – a gondolkodó „én”, a cselekvő „én”, a megfigyelő „én” stb. – és ezek viszonyai). Bohr maga ezt úgy fogalmazta, hogy a regény „figyelemre méltó elevenséggel és gondolatébresztően beszél ember voltunk különböző vonásainak kölcsönhatásairól”. Emellett találónak és lényeglátónak érezte a műben a dán társadalom és közösségeinek leírását, ezért aztán egyfajta kötelező olvasmánnyá tette munkatársainak közösségében. Léon Rosenfeld szerint „akik az intézetben közelebbi kapcsolatba kerültek Bohrral, mihelyt elegendő jártasságra tettek szert a dán nyelvben, kivétel nélkül meg kellett, hogy ismerkedjenek ezzel a könyvecskével; nála ez valamiképpen része volt a beavatásnak”.
Általános vélemény szerint Bohr olvasta a 19. századi dán filozófust, Søren Kierkegaard-t. 1909-ben Kierkegaard Stádiumok az élet útján c. könyvét küldte testvérének születésnapi ajándékul. A mellékelt levélben ezt írta: „Ez az egyetlen dolog, amit küldenem kell, de nem hiszem, hogy könnyű lenne bármi jobbat találnom. … Sőt úgy gondolom, ez az egyik legelragadóbb dolog, amit valaha is olvastam.” Bohr élvezte Kierkegaard nyelvezetét és irodalmi stílusát, de jelezte, hogy nem mindenben ért egyet eszméivel. Erre alapozva vitatott, vajon Bohr filozófiáját és tudományos nézeteit Kierkegaard befolyásolta-e. Annyi bizonyosnak tűnik, hogy szívesen gondolt az elkülönült atompályákra úgy, mint Kierkegaard „stádiumainak” analógiáira, amiket csak „a hit irracionális bakugrásai” kapcsolnak össze. Ehhez szorosan kapcsolódik az az állítása, hogy az elektron sosincs „köztes” helyzetben: vagy az egyik pályán van, vagy a másikon.

## Ellentéte Heisenberggel
Werner Heisenberg egy interjúban Robert Jungknak azt állította, hogy megpróbált Bohrnak paktumot ajánlani, miszerint egyik oldal tudósai sem fogják segíteni az atombomba kifejlesztését. Heisenberg szerint a német nukleáris kutatás teljes egészében az energiatermelésre fókuszált, és az ő köréhez tartozó kollégái ehhez próbálták tartani magukat. Heisenberg árnyaltan fogalmazott, elkerülte annak kimondását, hogy ő és kollégái tudatosan szabotálták volna a bombára irányuló erőfeszítéseket. Mindenesetre ez a nüansz kimaradt Jungk könyvének eredeti kiadásából, ami így erősen utalt arra, hogy a német atombombát Heisenberg szándékosan hiúsította meg.
Amikor Bohr látta Jungk könyvének dán fordításában ezt az interpretációt, teljes szívből elutasította. Elmondta, hogy Heisenberg valójában azt tudatta vele Koppenhágában, hogy az atombombaprogramon dolgozik, és úgy gondolta, Németország fogja megnyerni a háborút. Elutasította mindenféle paktum ötletét mint utólagos kitalációt. Számos levelet fogalmazott erről Heisenbergnek, de egyet sem küldött el neki. 1941-es találkozójukról se Bohr, se Heisenberg nem beszélt részletesebben.

## Válogatott művei
- Niels Bohr, 1909: Determination of the surface-tension of water by the method of jet vibration. Article ID:19090012. https://doi.org/10.1098/rsta.1909.0012
- Niels Bohr, 1911: Undersøgelser af elektron teori om metaller (Tanulmányok a fémek elektronelméletéről, doktori értekezés
- Niels Bohr, 1913a: On the Constitution of Atoms and Molecules, Philosophical Magazine, 26, pp. 1–25.
- Niels Bohr, 1913b: On the Constitution of Atoms and Molecules, Part II. Systems containing only a Single Nucleus,” Philosophical Magazine, 476-502.
- Niels Bohr, 1913c: On the Constitution of Atoms and Molecules, Part III. Systems containing Several Nuclei,” Philosophical Magazine, 857-875.
- Niels Bohr, 1913d: The Spectra of Helium and Hydrogen, Nature, 92, pp. 231–232.
- Niels Bohr, 1920: Über den Serienspektra der Elements (Az elemek vonalas színképéről)
- Niels Bohr, 1921: Abhandlung über Atombau (Értekezés az atomszerkezetről)
- Niels Bohr, 1922: Drei Aufsätze über Spektren und Atombau (Három cikk a spektrumokról és az atomszerkezetről)
- Niels Bohr, 1922: The Structure of the Atom, Nobel Lecture
- Niels Bohr, 1923: Über die Quantentheorie der Linienspektren
- Niels Bohr, 1924: Über den Bau der Atome (Az atom felépítéséről)
- Niels Bohr, 1924: The Theory of Spectra and Atomic Constitution (A spektrum és az atomszerkezet elmélete)
- Niels Bohr, 1926: Letter to Nature, 117, p. 264.
- Niels Bohr, 1930: Chemistry and the Quantum Theory of Atomic Constitution. Faraday Lecture 1930, Journal of the Chemical Society, 1932/I, pp. 349–384.
- Niels Bohr, 1931: Atomteorie und Naturbeschreibung (Atomelmélet és természetleírás)
- Niels Bohr, 1933: Light and Life. Nature, 131, pp. 421–423 and 457-459.
- Niels Bohr, 1936: Conservation Laws in Quantum Theory. Nature, 138, pp. 25–26.
- Niels Bohr, 1949: Discussion with Einstein on Epistemological Problems in Atomic Physics. in Schilpp (ed.): Albert Einstein, Philosopher-Scientist, 1949, I, pp. 201–241.
- Niels Bohr, 1963: On the Constitution of Atoms and Molecules, 1963[6]

## Művei magyarul
- H. H. Arnold, Hans Bethe, Niels Bohr: Egy világ vagy egy se; ford. M. Zemplén Jolán; Franklin, Bp., 1947 (A Búvár könyvei)
- Atomfizika és emberi megismerés; ford. Nagy Tibor, utószóford. Györgyi Géza; Gondolat, Bp., 1964

## Fordítás
- Ez a szócikk részben vagy egészben  a   Niels Bohr című angol Wikipédia-szócikk ezen változatának fordításán alapul.  Az eredeti cikk szerkesztőit annak laptörténete sorolja fel. Ez a jelzés csupán a megfogalmazás eredetét és a szerzői jogokat jelzi, nem szolgál a cikkben szereplő információk forrásmegjelöléseként.
- Ez a szócikk részben vagy egészben  a   Christian Bohr című angol Wikipédia-szócikk ezen változatának fordításán alapul.  Az eredeti cikk szerkesztőit annak laptörténete sorolja fel. Ez a jelzés csupán a megfogalmazás eredetét és a szerzői jogokat jelzi, nem szolgál a cikkben szereplő információk forrásmegjelöléseként.